# Velký prospekt Prahy z Petřína
Velký prospekt Prahy z Petřína je lept Václava Hollara sestávající ze tří listů (dohromady mají rozměry 28 × 113,5 cm), v katalogu Hollarových tisků uváděn pod číslem P880(a–c). Lept byl vydán v Antverpách roku 1649 a vložen byl do Topographia Bohemiae, Moraviae et Silesiae (16. díl Topographia Germaniae), která vyšla 1650. Vyšel nedlouho po dalším Hollarově velkém pohledu, v roce 1647 byl vydán jeho velký pohled na Londýn. Na středním listu nad legendou se nachází podpis, kde Hollar uvádí, že lept vznikl na základě kresby, kterou pořídil roku 1636. Roku 1636 se se svým novým mecenášem Thomasem Howardem nakrátko vrátil z německých zemí do Prahy a poté se vydal do Anglie. Předpokládá se, že se kresba dochovala a dnes je v držení Národní galerie v Praze.
Pohled je zachycen z vyvýšeného místa na Petříně (Hora sv. Vavřince) a Praha je zde zachycena od Hradčan po Vyšehrad, nalevo tvoří rámec ruina (s průhledem na Strahov), napravo potom Hladová zeď. Části Prahy (Hradčany, Malá Strana, Staré Město a Nové Město) jsou popsány a nad nimi jsou městské znaky (na středním listu je ještě říšský a český znak). Vedle toho jsou v orazu některá důležitá místa (budovy) popsána, dvacet míst označeno čísly a v legendě popsáno (popisy jsou česky, latinsky a německy).

## Význam
Hollarův pohled lze srovnat s dvěma velkými pohledy 17. století. Sadelerovým prospektem, kde vlastní pohled kreslil Filip van den Bosche a roku 1606 vydal Aegidius Sadeler a prospektem Folperta van Ouden Allena z roku 1685.
Hollar k problému přistoupil realisticky, zatímco oba dva prospekty zmíněné vyšly z vedustické tradice a zachytily Prahu idealizovaně a hlavně z nadhledu (tedy z místa, kde nemohl umělec být). Právě Hollarovo zachycení pohledu ze skutečného místa si vyžádalo, posunutí pohledu na Petřín a zároveň se mu podařilo zachytit „reálný obraz města s jeho krajinným reliéfem i jedinečnou atmosférou“.